# Кінсам 12
Кінсам 12 (англ. Quinsam 12) — індіанська резервація в Канаді, у провінції Британська Колумбія, у межах регіонального округу Страткона.

## Населення
За даними перепису 2016 року, індіанська резервація нараховувала 294 особи, показавши зростання на 19,5%, порівняно з 2011-м роком. Середня густина населення становила 212,5 осіб/км².
З офіційних мов обидвома одночасно володіли 5 жителів, тільки англійською — 290. Усього 5 осіб вважали рідною мовою не одну з офіційних, з них усі — одну з корінних мов.
Працездатне населення становило 67,4% усього населення, рівень безробіття — 16,1%.

## Клімат
Резервація знаходиться у зоні, котра характеризується морським кліматом. Найтепліший місяць — липень із середньою температурою 17.2 °C (62.9 °F). Найхолодніший місяць — грудень, із середньою температурою 3.8 °С (38.8 °F).
| Клімат Кінсама          | Клімат Кінсама | Клімат Кінсама | Клімат Кінсама | Клімат Кінсама | Клімат Кінсама | Клімат Кінсама | Клімат Кінсама | Клімат Кінсама | Клімат Кінсама | Клімат Кінсама | Клімат Кінсама | Клімат Кінсама | Клімат Кінсама |
| Показник                | Січ.           | Лют.           | Бер.           | Квіт.          | Трав.          | Черв.          | Лип.           | Серп.          | Вер.           | Жовт.          | Лист.          | Груд.          | Рік            |
| Абсолютний максимум, °C | 11,5           | 16,5           | 17,5           | 22,5           | 31             | 31             | 30,5           | 31             | 29             | 22,5           | 15             | 11             | 31             |
| Середній максимум, °C   | 6,3            | 7,1            | 9,5            | 12,3           | 16             | 18,5           | 21,3           | 21             | 17,9           | 12,3           | 8,1            | 5,7            | 13             |
| Середня температура, °C | 4,2            | 4,5            | 6,5            | 9,1            | 12,3           | 14,9           | 17,2           | 16,9           | 14,2           | 9,7            | 5,9            | 3,8            | 9,9            |
| Середній мінімум, °C    | 2              | 1,9            | 3,4            | 5,8            | 8,6            | 11,2           | 13             | 12,8           | 10,4           | 7              | 3,7            | 1,8            | 6,8            |
| Абсолютний мінімум, °C  | −10            | −11,5          | −5,5           | −0,5           | 2,5            | 6              | 7,5            | 9              | 4              | −5,5           | −13,5          | −10,5          | −13,5          |
| Норма опадів, мм        | 203.1          | 126.8          | 114.3          | 94.4           | 57.8           | 55.2           | 42.6           | 45.1           | 38.9           | 149.4          | 238.4          | 189.9          | 1356           |
| ----------------------- | -------------- | -------------- | -------------- | -------------- | -------------- | -------------- | -------------- | -------------- | -------------- | -------------- | -------------- | -------------- | -------------- |
| Джерело: Weatherbase    |                |                |                |                |                |                |                |                |                |                |                |                |                |